# Mansura (Luisiana)
Mansura es un pueblo ubicado en la parroquia de Avoyelles en el estado estadounidense de Luisiana. En el Censo de 2010 tenía una población de 1419 habitantes y una densidad poblacional de 203,14 personas por km².

## Geografía
Mansura se encuentra ubicado en las coordenadas 31°4′00″N 92°3′9″O / 31.06667, -92.05250. Según la Oficina del Censo de los Estados Unidos, Mansura tiene una superficie total de 6.99 km², de la cual 6.99 km² corresponden a tierra firme y (0%) 0 km² es agua.

## Demografía
Según el censo de 2010, había 1419 personas residiendo en Mansura. La densidad de población era de 203,14 hab./km². De los 1419 habitantes, Mansura estaba compuesto por el 37.63% blancos, el 56.73% eran afroamericanos, el 1.69% eran amerindios, el 0.07% eran asiáticos, el 0.14% eran isleños del Pacífico, el 0.49% eran de otras razas y el 3.24% pertenecían a dos o más razas. Del total de la población el 1.34% eran hispanos o latinos de cualquier raza.